# FK Jerv
Fotballklubben Jerv er en norsk fodboldklub hjemmehørende i Grimstad. Klubben blev grundlagt i 1921 under navnet Vestergatens FK.